# Google Finance
Google Finance — провайдер фінансової інформації, який належить компанії Google Inc.

## Зміст
Сервіс Google Finance надає доступ до фінансової інформації про більшість транснаціональних компаній. Доступна інформація по котируванням і рейтинги цінних паперів, пресрелізи і фінансові звіти компаній. По кожній компанії відображаються результати агрегаторів з Google News і Google Blog Search. Історичні дані доступні у вигляді графіків, реалізованих за технологією Adobe Flash.
Сайт пропонує ряд сервісів для менеджера особистої фінансової інформації.

## Історія
Компанія Google Inc. відкрила сервіс Google Finance 21 березня 2006 року
12 грудня 2006 було вироблено значну зміну домашньої сторінки і наповнення сервісу. Зокрема стала доступна інформація про валюти і різні сектори ринку. Додався інструмент Google Trends. Додані історичні дані по котируваннях цінних паперів за більш ніж 40 років.
У червні 2008 року стали доступні поточні котирування цінних паперів з NASDAQ і Нью-Йоркської фондової біржі в рамках партнерських договорів з Google.
18 листопада 2008 року на сторінках проєкту почала показуватися реклама.
У серпні-вересні 2009 року був запущений випереджаючий індикатор для інвесторів — Google Domestic Trends, заснований на аналізі пошукових запитів.